# Mary Baker Eddy House
La Mary Baker Eddy House est une maison américaine à Lynn, dans le Massachusetts. Classée National Historic Landmark depuis le 13 janvier 2021, elle abrite le Longyear Museum, lequel couvre la vie et l'œuvre de la théologienne Mary Baker Eddy.